# Hainan (autonome Tibetaanse prefectuur)
De autonome Tibetaanse Prefectuur Hainan (Vereenvoudigd Chinees: 海南藏族自治州; Pinyin: Hǎinán Zàngzú Zìzhìzhōu; Tibetaans: མཚོ་ལྷོ་བོད་རིགས་རང་སྐྱོང་ཁུལ་; (Mtsho-lho Bod-rigs rang-skyong-khul)) is een autonome prefectuur voor Tibetanen in de provincie Qinghai, China.  In het verleden was Hainan onderdeel van de historische Tibetaanse provincie Amdo. De hoofdstad van de prefectuur is Qabqa in het arrondissement Gonghe.
De naam Hainan betekent "ten zuiden van het (Qinghai)meer". De prefectuur ligt ook aan de zuidelijke oever van het Qinghaimeer op het Tibetaans Hoogland.

## Bestuurlijke divisies
De regio bestaat uit vijf divisies op arrondissementniveau.
| Arrondissement         | Arrondissement | Administratief centrum | Administratief centrum |
| Naam                   | Chinees        | Naam                   | Chinees                |
| ---------------------- | -------------- | ---------------------- | ---------------------- |
| Arrondissement Gonghe  | 共和县         | Qabqa                  | 恰卜恰镇               |
| Arrondissement Tongde  | 同德县         | Gabasumdo              | 尕巴松多镇             |
| Arrondissement Guide   | 贵德县         | Heyin                  | 河阴镇                 |
| Arrondissement Xinghai | 兴海县         | Zigortan               | 子科滩镇               |
| Arrondissement Guinan  | 贵南县         | Mangqu                 | 茫曲镇                 |